# Schlacht von Lincoln (1217)
Koordinaten: 53° 14′ 0″ N, 0° 32′ 19,2″ W
Die Schlacht von Lincoln war ein militärischer Zusammenstoß im hochmittelalterlichen England des 13. Jahrhunderts. Sie fand am Morgen des 20. Mai 1217 in der Stadt Lincoln in Lincolnshire statt. Sie stellt den militärischen Höhepunkt des so genannten Ersten Krieges der Barone dar.

## Hintergrund
Am 15. Juni 1215 wurde König Johann von England von einer Vereinigung, bestehend aus fünfundzwanzig mächtigen englischen Baronen in Runnymede dazu genötigt, die Magna Carta zu unterzeichnen. Darin wurden den Baronen weitreichende Freiheiten und politisches Mitspracherecht seitens der englischen Krone garantiert. König Johann aber strebte daraufhin mit päpstlicher Unterstützung eine Revision der Magna Charta an, was ihn in einen Bürgerkrieg gegen seine Barone führte. Die Barone gingen dabei so weit, das Königtum Johanns für beendet zu erklären, um stattdessen den französischen Kronprinzen Ludwig VIII. einzuladen, der neue König Englands zu werden. Prinz Ludwig war mit Blanka von Kastilien verheiratet, die eine Nichte Johanns war und somit Ansprüche auf den englischen Thron geltend machen konnte.
Prinz Ludwig landete 1216 mit einem Heer französischer Ritter an der Küste Englands und zog ungehindert in London ein, wo er in der St. Paul’s Cathedral von den Baronen den Treueeid empfing, wenngleich es bei dieser Gelegenheit zu keiner Krönung kam. In den folgenden Wochen unterwarf Ludwig den größten Teil des englischen Ostens, sein Siegeszug schien unaufhaltbar. Da aber starb König Johann am 26. Oktober 1216 in seinem Versteck in Newark, was zu einer entscheidenden Änderung der Lage führte. Denn der berühmte Ritter William Marshal, der einer der letzten Getreuen Johanns war, ließ umgehend dessen unmündigen Sohn, Heinrich III., zum neuen König krönen. Der anwesende päpstliche Legat stellte Heinrich III. unter den Schutz der römischen Kirche und sprach die Exkommunikation über die rebellischen Barone und Prinz Ludwig aus. Mehrere Anhänger des Prinzen wechselten daraufhin auf die Seite Heinrichs III., da ihre Opposition in erster Linie gegen die Person Johanns gerichtet gewesen war und sich der neue Kindkönig als eine für sie günstigere Alternative zu Prinz Ludwig herausstellte. Die Parteinahme des Papstes für Heinrich III. lag darin begründet, eine drohende Vereinigung Englands mit Frankreich zu verhindern und damit die Bildung einer Übermacht in Westeuropa, die auch für die Kirche gefährlich werden konnte, zu unterbinden.
Um die Entscheidung im Kampf um England zu erzwingen, entschied sich Prinz Ludwig im Frühjahr 1217 sein Heer zu teilen. Während er selbst den strategisch bedeutenden Seehafen Dover einnehmen wollte, sollte Graf Thomas von Le Perche mit dem anderen Teil in den Norden ziehen.

## Die Schlacht
Auf seinem Weg konnte Le Perche mehrere Burgen und Städte einnehmen, was ihm vor allem auf Grund der Parteinahme des einfachen Volkes und der Stadtbevölkerungen für Prinz Ludwig spielend gelang. So auch in Lincoln, wo er mit der Unterstützung der Bürger kampflos einziehen konnte. Die Besatzung der Burg blieb allerdings königstreu und verschanzte sich hinter deren Mauern, worauf Le Perche deren Belagerung aufnahm, die sich als langwierig gestaltete.
Dies verschaffte dem greisen William Marshal die notwendige Zeit, ein Heer königstreuer Ritter und Barone unbemerkt bei Stow, zehn Meilen nördlich von Lincoln, zusammenzuziehen. In den frühen Morgenstunden des 20. Mai 1217 begann er mit seinem Marsch nach Lincoln, das er im Morgengrauen des Tages erreichte. Bevor es zum Kampf kommen sollte, entsandte Marshal eine Parlamentärsabordnung, darunter seinen Neffen John Marshal, zu den Feinden in Lincoln, in der Hoffnung, deren Abzug kampflos erwirken zu können. Doch die Abordnung wurde von einigen französischen Rittern attackiert, noch bevor sie die Unterhandlungen aufnehmen konnte. Der Kampf wurde so unausweichlich. Le Perche beabsichtigte, seine Hauptmacht weiter auf die Belagerung der Burg zu konzentrieren, während er nur kleinere Kräfte zur Verbarrikadierung des West- und Nordtores der Stadt abkommandierte. Auf der Gegenseite teilte Marshal sein Heer in vier Abteilungen ein. Weiter gab er dem Kommandanten seiner Bogenschützen, Falkes de Bréauté, die Weisung, nur auf die Pferde der Gegner zu schießen, um ihnen die Chance auf eine Flucht zu lassen, da sich unter ihnen viele ihrer eigenen Verwandten befanden.
Marshal griff mit seiner Abteilung das Westtor Lincolns an, das sich der Burg am nächsten befand. Ihm gelang es, durch die Verteidigung des Gegners hindurch in die Stadt einzubrechen. Dort verwickelte er die überraschten Truppen Le Perches in Straßenkämpfe. Fawkes de Bréauté konnte mit einigen seiner Bogenschützen in die Burg einziehen und von deren Mauern den Gegner unter Beschuss nehmen. Zugleich attackierte Ranulph de Blondeville, 4. Earl of Chester, mit seiner Abteilung erfolgreich das Nordtor, worauf die in der Stadt befindlichen Anhänger Ludwigs in die Enge getrieben wurden. Die Entscheidung ging einher mit dem Tod des Grafen von Le Perche, nachdem sich in einem ritterlichen Zweikampf die Splitter der zerborstenen Lanze seines Gegners durch die Sehschlitze seines Helmes in seinen Kopf bohrten. Die anglo-französischen Verbündeten nahmen darauf den Rückzug durch das Südtor über die Brücke des Witham in die Vorstadt Wigford auf, von wo aus sie nach London fliehen konnten. Mehrere rebellierende Barone gerieten dabei in die Gefangenschaft Marshals, darunter der Führer der Rebellion von 1215, Robert FitzWalter, sowie die Earls of Winchester, Hertford und Hereford.
Die siegreichen königlichen Ritter gerieten danach außer Kontrolle und stürmten plündernd die Kathedrale von Lincoln, wohin sich die Bevölkerung vor den Kämpfen in Sicherheit gebracht hatte.

## Folgen
Der Niederlage von Lincoln folgte für Prinz Ludwig im August 1217 die Versenkung seiner Flotte in der Schlacht von Sandwich durch Hubert de Burgh. Dadurch verlor der Prinz nicht nur seine Nachschubverbindung nach Frankreich, sondern auch wichtige Verstärkungstruppen für sein Heer, das nun stark dezimiert in England isoliert war. Da Heinrich III. den Schutz des Papstes genoss, konnte Ludwig auch auf keine Unterstützung seitens seines Vaters, König Philipp II., mehr hoffen. Am 11. September 1217 gab Ludwig daher seine Ambitionen auf den englischen Thron endgültig auf, der wiederum für die Plantagenets dank ihres getreuen William Marshal und der Unterstützung der Kirche gerettet wurde. Im Frieden von Lambeth wurde Ludwig vom Bann befreit und für seine entstandenen Kosten entschädigt, im Gegenzug verzichtete er im Namen seiner Frau auf jeden Thronanspruch in England.
Trotz ihrer Niederlage hatten die rebellierenden Barone Englands kaum Konsequenzen zu fürchten. Sie unterwarfen sich Heinrich III. und behielten dafür ihre Ländereien. Mehrere Jahre später wurden die Bestimmungen der Magna Carta von König Heinrich III. anerkannt und für verbindlich erklärt. Dennoch kam es unter seiner Herrschaft zu weiteren Verfassungskonflikten mit den Baronen, die sich im „Second Baron’s War“ (1258–1265) entluden.